# Кили
Кили (англ. Kili, марш. Kōle [kɤ͡elʲee̯]) — остров в Тихом океане в составе цепи Ралик (Маршалловы Острова).

## География

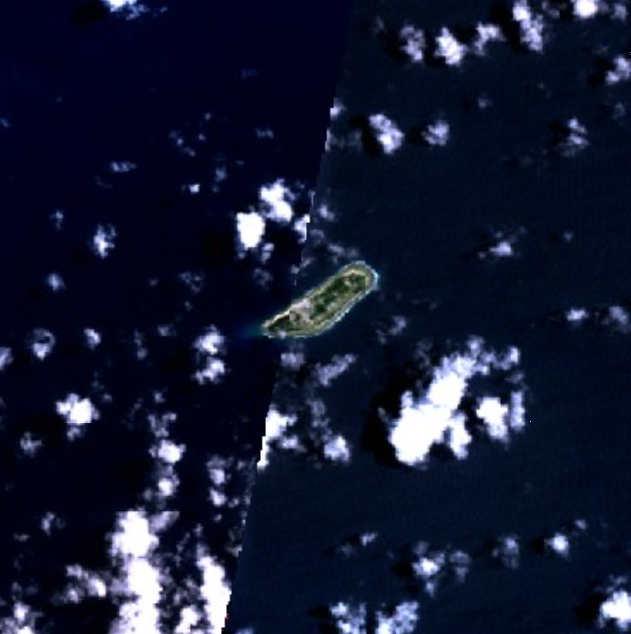
Остров Кили (фотография со спутника)

Кили находится к юго-западу от атолла Джалуит. Ближайший материк, Австралия, расположен в 3400 км.
Остров имеет овальную форму. Площадь — 0,93 км², что делает Кили одним из самых маленьких Маршалловых островов. В отличие от других островов архипелага, у Кили отсутствует лагуна.
Остров покрыт густыми зарослями типичной для атоллов растительности, в том числе кокосовыми пальмами.
Климат на Кили тропический. Случаются разрушительные циклоны.

## История
Согласно мифологическим представлениям маршалльцев, остров был создан богом Лова.
Кили был впервые открыт европейцами 19 сентября 1797 года. Это сделал капитан британского торгового судна «Британниа» Томас Деннет, который назвал остров «Островом Хантер» (англ. Hunter Is.). Впоследствии мимо острова проплывало множество торговых и китобойных судов.
В 1860-х годах на архипелаге Маршалловы острова стали появляться первые германские торговцы копрой, а в 1874 году Испания официально объявила о своих притязаниях на архипелаг. 22 октября 1885 года Маршалловы острова были проданы Испанией Германии, которая управляла архипелагом через Джалуитскую компанию. Официально германский протекторат над островами был установлен 13 сентября 1886 года. С 1 апреля 1906 года все острова архипелага были в составе Германской Новой Гвинеи, подчиняясь окружному офицеру Каролинских островов. В 1914 году Маршалловы острова были захвачены японцами. В 1922 году острова стали мандатной территорией Лиги Наций под управлением Японии. С 1947 года архипелаг стал частью Подмандатной территорией Тихоокеанские острова под управлением США. В 1979 году Маршалловы острова получили ограниченную автономию, а в 1986 году с США был подписан Договор о свободной ассоциации, согласно которому США признавали независимость Республики Маршалловы Островов. С тех пор Кили — часть Республики Маршалловы Острова.

## Население
На протяжении многих столетий Кили необитаем, пока 2 ноября 1948 года на него не были переселены жители атолла Бикини, который использовался для испытаний американского ядерного оружия. В 2011 году численность населения Кили составляла 548 человек. Остров образует один из 33 муниципалитетов Маршалловых Островов. В нижней палате парламента страны (марш. Nitijela) Кили вместе с атоллом Бикини представляет один депутат.
Основное занятие местных жителей — производство копры.